# Kanurennsport-Europameisterschaften 1934
Die Kanurennsport-Europameisterschaften 1934 fanden in Kopenhagen in Dänemark statt. Es waren die 2. Europameisterschaften, Ausrichter war der Internationale Kanuverband.

## Ergebnisse
Insgesamt wurden Wettbewerbe in 10 Kategorien ausgetragen, davon nur einer für Frauen.

### Herren

#### Kanadier
| Disziplin | Disziplin | Gold                                               | Leistung   | Silber                                            | Leistung   | Bronze                                       | Leistung   |
| --------- | --------- | -------------------------------------------------- | ---------- | ------------------------------------------------- | ---------- | -------------------------------------------- | ---------- |
| C1        | 1000 m    | Erich Koschik                                      | 6:26,0 min | Bohumil Silný                                     | 7:20,0 min | Bohuslav Karlík                              | 7:26,0 min |
| C2        | 1.000 m   | TschechoslowakeiJan Brzák-Felix Vladimír Syrovátka | 5:28,0 min | Deutsches ReichHeinz Osenbrug Max Richter         | 5:45,2 min | TschechoslowakeiAlois Cigner Zdeněk Vízner   | 5:46,2 min |
| C2        | 10.000 m  | TschechoslowakeiJan Brzák-Felix Vladimír Syrovátka | 5:28,0 min | Deutsches ReichOtto Hermanns Christian Holzenberg |            | TschechoslowakeiKarel Koníček Zdeněk Škrland |            |

#### Kajak
| Disziplin | Disziplin    | Gold                                        | Leistung    | Silber                                       | Leistung    | Bronze                                      | Leistung   |
| --------- | ------------ | ------------------------------------------- | ----------- | -------------------------------------------- | ----------- | ------------------------------------------- | ---------- |
| K1        | 1.000 Meter  | Ewald Tilker                                | 5:07,4 min  | Nils Wallin                                  | 5:13,1 min  | Louis Kloth                                 | 5:13,4 min |
| K1        | 10.000 Meter | Jurgen Bohm                                 | 49:41,0 min | Nils Wallin                                  | 49:43,0 min | Edi Kleckers                                |            |
| K2        | 1.000 Meter  | Deutsches ReichEwald Tilker Fritz Bondroit  | 4:35,0 min  | Deutsches ReichMax Stange Helmut Cämmerer    | 4:37,2 min  | NiederlandeWim van der Kroft Nicolaas Tates | 4:47,6 min |
| K2        | 10.000 Meter | Deutsches ReichPaul Liebrecht Albert Schorn | 46:16,2 min | Deutsches ReichGottfried Kleiber Ludwig Zahn |             | NiederlandeWim van der Kroft Nicolaas Tates |            |

#### Faltboot
| Disziplin | Disziplin | Gold                                    | Leistung    | Silber                                     | Leistung    | Bronze                                   | Leistung    |
| --------- | --------- | --------------------------------------- | ----------- | ------------------------------------------ | ----------- | ---------------------------------------- | ----------- |
| F1        | 10.000 m  | Gregor Hradetzky                        | 53:01,2 min | Henri Eberhardt                            | 54:09,6 min | Hans Rein                                | 54:46,6 min |
| F2        | 10.000 m  | Deutsches ReichWilli Horn Erich Hanisch | 49:22,0 min | Deutsches ReichGerhardt Schmidt Karl Ruske | 50:24,0 min | ÖsterreichViktor Kalisch Karl Steinhuber | 51:06,0 min |

### Frauen

#### Kajak
| Disziplin | Disziplin | Gold                      | Leistung   | Silber       | Leistung   | Bronze          | Leistung   |
| --------- | --------- | ------------------------- | ---------- | ------------ | ---------- | --------------- | ---------- |
| K1        | 600 Meter | Lieselotte Brettschneider | 3:36,8 min | Else Bromeis | 3:40,4 min | Marta Pavlisová | 3:42,4 min |

## Medaillenspiegel
| Rang   | Land             | Gold | Silber | Bronze | Gesamt |
| ------ | ---------------- | ---- | ------ | ------ | ------ |
| 1      | Deutsches Reich  | 6    | 6      | 3      | 15     |
| 2      | Tschechoslowakei | 2    | 1      | 4      | 7      |
| 3      | Österreich       | 1    | 0      | 1      | 2      |
| 4      | Dänemark         | 1    | 0      | 0      | 1      |
| 5      | Schweden         | 0    | 2      | 0      | 2      |
| 6      | Frankreich       | 0    | 1      | 0      | 1      |
| 7      | Niederlande      | 0    | 0      | 2      | 2      |
| Gesamt | Gesamt           | 10   | 10     | 10     | 30     |